# Гладбрук (Ајова)
Гладбрук (енгл. Gladbrook) град је у америчкој савезној држави Ајова. По попису становништва из 2010. у њему је живело 945 становника.

## Демографија
Према попису становништва из 2010. у граду је живело 945 становника, што је -70 (-6.9%) становника више него 2000. године.
| Група             | 2000.       | 2010.       |
| Белци             | 997 (98,2%) | 932 (98,6%) |
| Афроамериканци    | 1 (0,1%)    | 0 (0,0%)    |
| Азијати           | 0 (0,0%)    | 0 (0,0%)    |
| Хиспаноамериканци | 9 (0,9%)    | 9 (1,0%)    |
| Укупно            | 1.015       | 945         |